# Skułty
Skułty (deutsch Skulten) ist ein untergegangener Ort in der polnischen Woiwodschaft Ermland-Masuren. Die Ortsstelle liegt im Gebiet der Gmina Miłomłyn (Stadt-und-Land-Gemeinde Liebemühl) im Powiat Ostródzki (Kreis Osterode in Ostpreußen).

## Geographische Lage
Die Ortsstelle von Skułty liegt im Westen der Woiwodschaft Ermland-Masuren, 21 Kilometer südwestlich der einstigen Kreisstadt Mohrungen (polnisch Morąg) bzw. 13 Kilometer nordwestlich der heutigen Kreismetropole Ostróda (deutsch Osterode in Ostpreußen).

## Geschichte
1338 war das Gründungsjahr des damals Sckolten genannten Dorfs, das aus mehreren kleinen Höfen bestand. Am 30. Juli 1874 wurde die Landgemeinde Skulten in den neu errichteten Amtsbezirk Dittersdorf (polnisch Wielowieś) im ostpreußischen Kreis Mohrungen eingegliedert. Als am 26. Oktober 1882 der Amtsbezirk Dittersdorf aufgelöst wurde, kam Skulten zum Amtsbezirk Karnitten (polnisch Karnity), ebenfalls im Kreis Mohrungen gelegen. Die Zahl der Einwohner Skultens belief sich im Jahre 1910 auf 59.
Am 1. Januar 1929 gab Skulten seine Eigenständigkeit auf und schloss sich mit der Nachbargemeinde Schönaich (polnisch Dębinka) zur neuen Landgemeinde Schönaich zusammen.
Als in Kriegsfolge im Jahre 1945 das gesamte südliche Ostpreußen an Polen fiel, war auch Skulten davon betroffen. Das Dorf erhielt die polnische Namensform „Skułty“ und war nach 1945 noch kurzzeitig bewohnt, wurde dann aber immer seltener erwähnt und scheint in Dębinka (Schönaich) aufgegangen zu sein. Der Ort gilt heute als nicht mehr vorhanden. Seine Ortsstelle liegt in der Gmina Miłomłyn (Stadt-und-Land-Gemeinde Liebemühl) im Powiat Ostródzki (Kreis Osterode in Ostpreußen).

## Kirche
Bis 1945 war Skulten in die evangelische Kirche Schnellwalde (polnisch Boreczno) in der Kirchenprovinz Ostpreußen der Kirche der Altpreußischen Union sowie in die römisch-katholische Kirche Mohrungen  (polnisch Morąg) eingepfarrt.

## Verkehr
Von Dębinka (Schönaich) aus führt eine Landwegverbindung zur Ortsstelle von Skułzy.